# 김윤환 (2006년생 배우)
개요
대한민국의 아역 배우
2017년 진해동부초등학교 주최 아동 연극제에서 주인공 역으로 데뷔한 후, 7년동안 아역 배우로 활동하고 있다.
약력
2019. 2. 진해동부초등학교 졸업
2022. 1. 석동중학교 졸업
2025. 1. 창원기계공업고등학교 졸업 
2025. 3. ~ 한국폴리텍대학교 재학중
생애
2006년 경상남도 창원시 진해구 에서 2형제 중 차남으로 출생했다. 집 주변의 개신교 장로회 소속 동부유치원을 다니며 자연스럽게 기독교 신앙을 가지게 되었다.
초등 교육은 동부초등학교에서 받았는데, 현재 김윤환이 가장 많은 추억이 담긴 곳으로 첫사랑과 함께 매번 언급하는 곳이다. (여담으로 미디어 매체에서 항상 학교 짱이였다고 주장, 그러나 아무도 믿지 않는다.)
김윤환이 5학년으로 진급했을 때, 본인의 소속 학교인 동부초등학교에서 아동 연극제를 대규모로 개최하였고, 평소 김윤환의 발성법을 눈여겨보던 선생님의 권유로 오디션에 참여하게 되었다. 이후 오디션을 수석 통과 후 주인공역을 배정받아 첫 무대에 서게 되었다.
중등 교육은 인근의 석동중학교에서 받았다. 이 때 좋지 못한 학교 분위기에 휩쓸려 연기를 내려놓고 잠깐 방랑의 길을 걸었지만, 후에 김윤환이 생명의 은인이라 부르는 한 학생의 도움으로 3.15아트센터 주최 뮤지컬 “괘씸죄” 에 조연으로 출연하면서 다시 배우의 길을 걷게 된다.
고등 교육은 당시 중학교 친구들과 함께 인문계 고등학교에서 받기를 희망했지만, 연기에 집중한 나머지 출결과 내신 성적에 신경 쓰지 못했고, 담임선생님의 조언을 들어 실업계 창원기계공업고등학교에 진학하게 된다.
어쩔 수 없이 실업계 고등학교에 진학하게 되었지만, 새로운 적성을 찾은 듯 학교에서 치룬 모든 자격증 시험과 국가 공인 독일어 1급 자격증을 취득하여 최종적으로 BMW 인턴으로 독일에 가게 되며 새 출발을 준비하게 되었다. 인턴 최종 합격 후, 잠시 미뤄뒀던 연기 커리어를 가음정 예사랑 축제에서 여장을 하고 여자 배역으로 출연하며 이어가고 있다.

출연 작품
• 진해동부초등학교 아동 연극제 (2017)
- 연극 직후 집중 조명을 받고 반나절만에 유튜브에 업로드된 영상이 조회수 30만에 도달하는 기염을 토했다.
• 뮤지컬 괘씸죄 (2019)
- 괘씸하게 닭다리 두 개를 모두 먹는 역할을 맡았는데, 이때 연기가 너무 리얼해서 안티팬들을 대거 양성하게 되었다.
• 세월호 6주기 추모 연극 (2020)
- 주인공 역을 배정받기 위해 오디션을 봤으나 당시 초풍적인 인기를 누리던 통칭 “ 좀 생긴 오빠 “ 김동현에 밀려 악역인 선장 역할을 담당.
• 가음정 예사랑 축제 (2024)
- 예사랑 축제 14th 뮤지컬에 “유민 엄마” 역으로 출연, 본인은 여장한 모습이 나름 잘 어울렸다고 생각했다고 밝혔지만 관객 평가는 “끔찍했다” 가 절대적.
논란 및 사건 사고

• 엄마 걸고 구라
2024년 8월 1일, 지인들과 마피아 게임을 하던 중, 마피아로 지목되어 처형될 위기에 처하자 본인의 엄마를 걸고 결백을 주장함. 당시 지인들은 김윤환의 말을 믿고 그를 용의자 추리에서 배제했으나, 게임 결과를 보니 김윤환이 마피아.

• 상습적인 무단횡단 및 시각장애인 비하
초등학교 시절부터 현재까지 검거되어 벌금을 낸 횟수만 281회. 약 750만원 가까이를 벌금으로 냈다고 함.
자연스럽게 빨간 불에 횡단보도를 건너는 모습을 본 지인이 뭐하는거냐고 묻자 “원래 빨간불에 건너는게 아니냐” 라고 적반하장을 시전함.
이후 지인이 초록불에 건너야한다는 증거를 보여주자 농담이고 본인이 색맹이여서 색을 구분 못한것이지 절대 고의로 신호를 위반한것이 아니라고 주장.